# Cipemastat
Cipemastat (rINN, aussi connu sous le nom de Ro 32-3555, et par le nom commercial Trocade) est un inhibiteur sélectif de la matrice métalloprotéinase-1 qui a été étudié comme un agent anti-arthrite. Il est développé par Roche.